# Eosentomon pastorale
Eosentomon pastorale  (лат.) — вид бессяжковых скрыточелюстных рода Eosentomon семейства Eosentomidae. Впервые описан польским зоологом Анджеем Шептыцким в 2001 году, вместе с рядом других близкородственных видов из Люксембурга.

## Распространение, описание
Встречается в Люксембурге и Австрии. Типовой экземпляр (самка) из местности Башляйден-Лангешт, собран с луга. Голова покрыта длинными щетинками. Мандибулы с двумя нечётко выраженными зубами. Близок видам Eosentomon pratense Rusek и Eosentomon kamenickiense Rusek.